# بازینکور-سور-سولکس
بازینکور-سور-سولکس (به فرانسوی: Bazincourt-sur-Saulx) یک کمون (فرانسه) در فرانسه است که در موز (فرانسه) واقع شده‌است. بازینکور-سور-سولکس ۱۰٫۳۴ کیلومتر مربع مساحت دارد ۲۰۵ متر بالاتر از سطح دریا واقع شده‌است.